# Francisco Mérida Ponce
Francisco Mérida Ponce   (Màlaga, 14 de desembre de 1915 - Màlaga, 10 de desembre de 1993), conegut com a Meri, fou un futbolista espanyol de la dècada de 1940.
Jugava a la posició d'extrem esquerre. Va ser jugador del CD Malacitano entre 1933 i 1941, i del seu continuador el CD Málaga fins 1944, amb els quals jugà a segona divisió.
El gener de 1944 fitxà pel RCD Espanyol amb qui va jugar tres partits a primera, però va perdre la confiança de l'entrenador Perico Solé i no tornà a jugar. Posteriorment defensà els colors de Hèrcules CF (1947-1948) i UD Almería (1948-1949).